# Megachile pluto
Megachile pluto is een bij uit de familie Megachilidae. De bij werd in 1858 voor het eerst verzameld door Alfred Russel Wallace. De wetenschappelijke naam van de soort werd in 1860 gepubliceerd door Frederick Smith.
De soort komt voor in Indonesië. Vanaf 1981 werden er geen waarnemingen gepubliceerd tot op 21 februari 2019 bekend werd dat er weer een waarneming was in de Noord-Molukken in het regentschap Zuid-Halmahera in een termietenheuveltje in een boom. Dit gebeurde nadat deze insecten in september 2018 werden verkocht op een internationale webwinkel.